# Mohamed El Hankouri
Mohamed 'Mo' El Hankouri (en arabe : محمد الحنقوري), né le 1er juillet 1997 à Rotterdam aux Pays-Bas, est un footballeur néerlando-marocain qui joue au poste d'ailier gauche au Standard de Liège. Il possède la double nationalité marocaine et néerlandaise.

## Carrière en club

### Débuts et formation au Feyenoord
En 2008, il intègre l'académie du Feyenoord Rotterdam et passe huit ans dans le club rotterdamois, avant de faire ses débuts professionnels le 27 août 2016, lors d'un match de championnat face à l'Excelsior Rotterdam. Mo El Hankouri entre en jeu à la 81e minute et remplace son coéquipier Steven Berghuis. Un mois plus tard, il est titularisé pour la première fois lors d'un match de Coupe des Pays-Bas, à l'occasion d'un match face au FC Oss. Toutefois, après cette rencontre, il ne jouera plus aucune minute avec l'équipe première durant le reste de la saison. 
Afin de retrouver du temps de jeu pour la saison 2017-2018, deux clubs dont le FC Dordrecht, et le Willem II Tilburg, se présentent pour le jeune néerlando-marocain. Le 29 août 2017, il est officiellement prêté pour une durée d'une saison dans le club du Willem II Tilburg, club évoluant également en Eredivisie. Il joue dans ce club un nombre total de 25 matchs officiels, sans marquer de buts.
Il retourne à Rotterdam en août 2018 et se voit très vite titularisé pour faire à nouveau face à l'Excelsior Rotterdam, remplaçant son coéquipier Sam Larsson à la 59e minute. Il se voit ensuite régulièrement titularisé pour les matchs de KNVB-Beker. En grand manque de temps de jeu, El Hankouri fait seulement ses entrées dans les matchs de KNVB-Beker. Le joueur réclamera lors du mercato hivernal, un départ au plus vite. Plusieurs clubs aux Pays-Bas se présenteront pour faire signer le jeune néerlando-marocain.

### Départ au FC Groningue
Le 16 janvier 2019, il signe un contrat de deux ans au sein du club du FC Groningue.
Le 26 janvier 2019, à l'occasion d'un match de championnat, El Hankouri remplace Iliass Bel Hassani à la 75ème minute et fait officiellement ses débuts en Eredivisie sous le maillot du Groningue face au PSV Eindhoven (défaite, 2-1).
Il inscrit son premier but le 10 février 2019 à la dernière minute dans un match de championnat face au Vitesse Arnhem (victoire, 2-0).

### FC Magdebourg
Le 1er juillet 2022, il rejoint le club du FC Magdebourg promu en division 2 allemande. Il y inscrit le premier but sous ses nouvelles couleurs le 28 août au FC Kaiserslautern.  

### Standard de Liège
Après trois saisons passées en Allemagne, il bénéficie d'un transfert libre vers le Standard de Liège, en division 1 belge, le 1er août 2025 avec lequel il signe un contrat de deux ans plus une option d'une année supplémentaire.

## Carrière internationale
Il est appelé pour la première fois en 2016, alors qu'il vient de faire ses débuts professionnels avec le Feyenoord Rotterdam. Il joue un seul et unique match avec les Pays-Bas U20, face à la France U20, le 14 novembre 2016, lors d'un match amical à Paris (match nul, 1-1). Alors qu'il a également reçu une convocation de la FRMF, El Hankouri se doit de faire un choix de sélection définitif par le sélectionneur Dwight Lodeweges. Mais Mo El Hankouri préfère prendre son temps avant de prendre une quelconque décision.
Natif des Pays-Bas et possédant la double nationalité marocaine et néerlandaise, il est contacté au début de 2018 par les dirigeants de la FRMF qui espèrent attirer le joueur vers une carrière internationale avec les Lions de l'Atlas. Avec l'entraîneur néerlandais Mark Wotte, Mo El Hankouri se voit très rapidement convoqué en 2018 pour prendre part à plusieurs matchs amicaux, en compagnie de plusieurs joueurs binationaux également issus des Pays-Bas, comme Anas Ahannach ou encore Youssef El Kachati.
Le 18 août 2019, il est présélectionné par Patrice Beaumelle avec le Maroc olympique pour une double confrontation contre l'équipe du Mali olympique comptant pour les qualifications à la Coupe d'Afrique des moins de 23 ans.

## Palmarès

### En club
- Feyenoord Rotterdam
  - Eredivisie (1)
    - Vainqueur : 2017

  - Johan Cruijff Schaal (1)
    - Vainqueur : 2018

## Vie privée
Mohamed El Hankouri naît à Rotterdam de parents marocains originaires d'Imzouren. Il est le grand frère de Redouan El Hankouri, joueur professionnel à l'Excelsior Rotterdam et avec l'équipe du Maroc -20 ans.
Le 24 décembre 2019, il se marie avec une Marocaine résidente aux Pays-Bas.